# Vallègue
Vallègue település Franciaországban, Haute-Garonne megyében. Lakosainak száma 505 fő (2022. január 1.). Vallègue Saint-Vincent, Avignonet-Lauragais, Lux, Montgaillard-Lauragais, Trébons-sur-la-Grasse és Villefranche-de-Lauragais községekkel határos.

## Népesség
A település népessége az elmúlt években az alábbi módon változott:
| Lakosok száma | 164  | 244  | 267  | 428  | 527  | 526  | 524  | 519  | 517  | 505  |
|               | 1968 | 1982 | 1990 | 2006 | 2013 | 2015 | 2017 | 2019 | 2020 | 2022 |